# The Ones
"The Ones" é o 19.° episódio da terceira temporada da série de televisão de comédia de situação norte-americana 30 Rock, e o 55.° da série em geral. O seu argumento foi escrito pelo co-produtor executivo Jack Burditt e foi realizado pelo produtor Don Scardino. A sua transmissão nos Estados Unidos ocorreu na noite de 23 de Abril de 2009 através da rede de televisão National Broadcasting Company (NBC). Dentre as estrelas convidadas para o episódio, estão inclusas Josh Casaubon, Salma Hayek, John Lutz, Michael Nathanson, e Andrew Stewart-Jones, Sue Galloway. O apresentador de televisão Brian Williams também participou desempenhando uma versão fictícia de si mesmo.
No episódio, acompanhado da sua amiga argumentista Liz Lemon (interpretada por Tina Fey), o executivo Jack Donaghy (Alec Baldwin) vai comprar um anel de noivado para a sua nova namorada, a enfermeira Elisa Padriera (Hayek). Porém, fica com dúvidas sobre prosseguir ou não com o casamento ao descobrir que Elisa matou o seu primeiro marido devido a um acto de infidelidade. Enquanto isso, nos estúdios do TGS with Tracy Jordan, uma brincadeira resulta em uma lesão, e Jenna Maroney (Jane Krakowski) desenvolve uma paixoneta por um médico de emergência atraente (Casaubon) que vem prestar assistência. Em outros lugares, a esposa de Tracy Jordan (Tracy Morgan) pede-lhe para fazer uma tatuagem da cara dela no seu corpo.
Em geral, "The Ones" deixou os críticos especialistas em televisão do horário nobre dividos. Opiniões negativas foram feitas acerca da trama "estereotípica" de Jenna, assim como sobre o episódio como um todo, julgado por ficar aquém do potencial humorístico atingido pelo transmitido na semana anterior, "Jackie Jormp-Jomp." Mesmo assim, a actriz Jane Krakowski recebeu a sua primeira nomeação a um Prémio Emmy pelo seu desempenho. De acordo com as estatísticas publicadas pelo serviço de mediação de audiências da Nielsen Media Research, o episódio foi assistido em uma média de 6,296 milhões de domicílios norte-americanos durante sua transmissão original, e recebeu a classificação de 3,1 e oito de share no perfil demográfico dos telespectadores na faixa dos dezoito aos 49 anos.

## Referências culturais

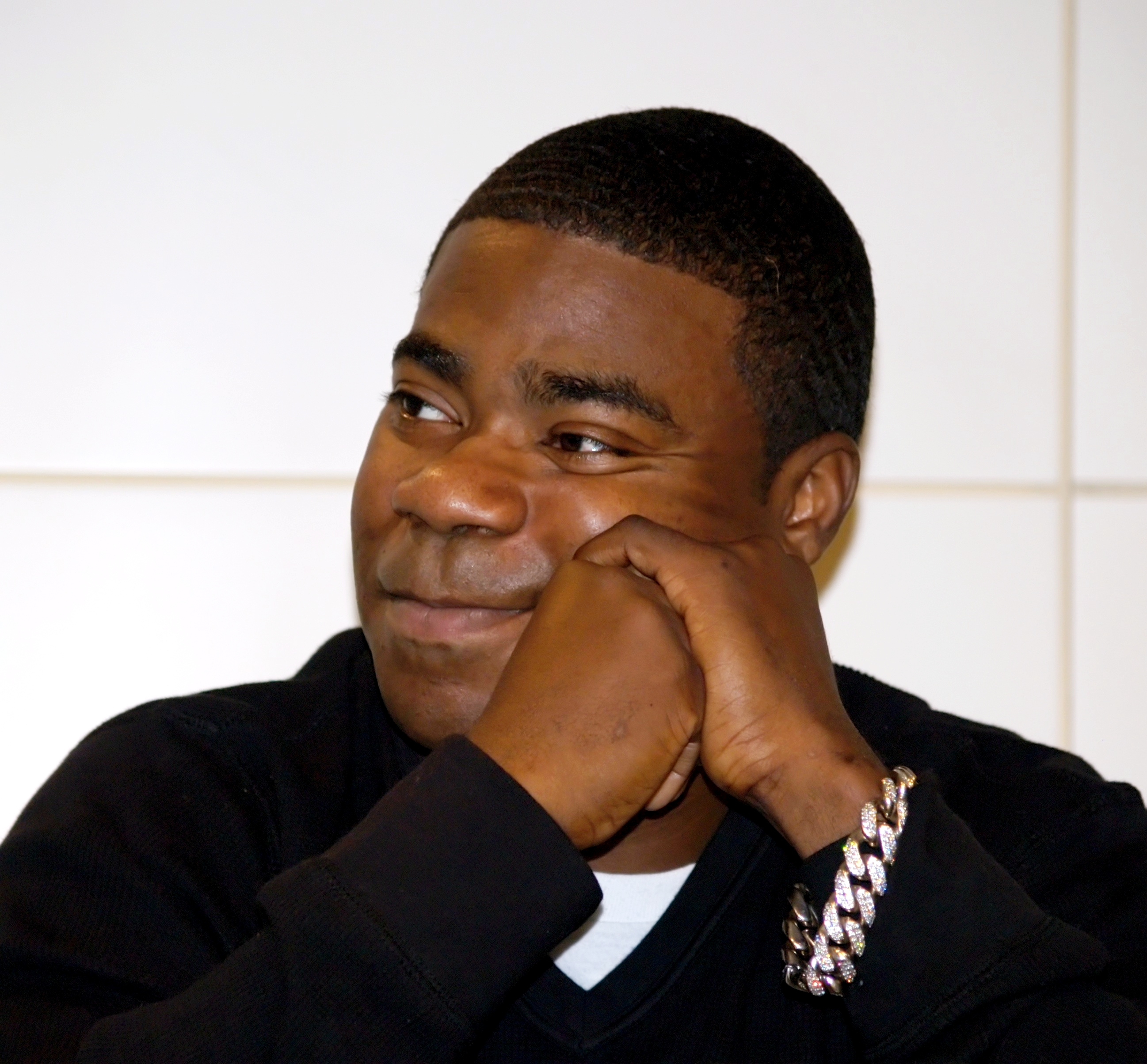
Os três trechos finais na montagem de Tracy Jordan a tirar a sua camisa são imagens reais de entrevistas do intérprete Tracy Morgan.

### Análises da crítica

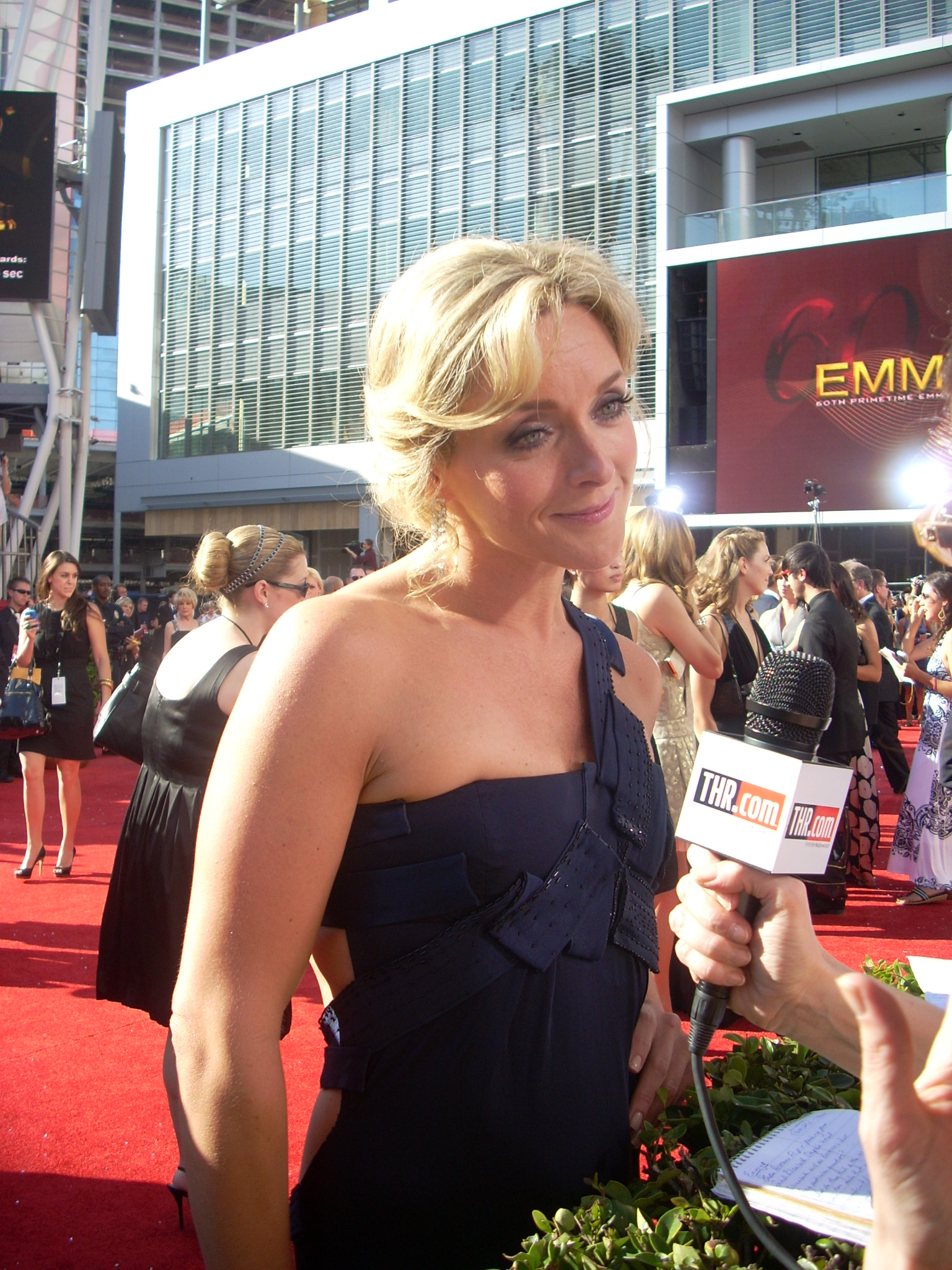
Embora a trama da sua personagem tenha sido recebida com opiniões mistas, Jane Krakowski foi nomeada a um Prémio Emmy, apesar de um crítico ter duvidado que ela fosse vencer.

## Produção
"The Ones" é o 19.° episódio da terceira temporada de 30 Rock. Teve o seu guião escrito pelo co-produtor executivo Jack Burditt, sendo esta a sua décima vez a receber este crédito por trabalhar na série, e foi realizado por Beth McCarthy-Miller, marcando assim a sua sexta vez a encarregar-se da direcção artística de um episódio do seriado. McCarthy-Miller já integrou a equipa do Saturday Night Live (SNL), um programa de televisão humorístico norte-americano transmitido pela NBC no qual Tina Fey — criadora, showrunner, produtora executiva, argumentista-chefe e actriz principal em 30 Rock — foi argumentista-chefe entre 1999 e 2006. Vários membros do elenco do SNL já fizeram uma participação em 30 Rock. Eles são: Will Ferrell, Jimmy Fallon, Amy Poehler, Julia Louis-Dreyfus, Bill Hader, Jason Sudeikis, Tim Meadows, Molly Shannon, Siobhan Fallon Hogan, Gilbert Gottfried, Chris Parnell, Bobby Moynihan, Rachel Dratch, Will Forte, Jan Hooks, Horatio Sanz, e Rob Riggle. Ambos Fey e Tracy Morgan fizeram parte do elenco principal do SNL, com Fey sendo ainda a apresentadora do segmento Weekend Update. Outros membros da equipa de 30 Rock que trabalharam em SNL são John Lutz, argumentista emntre 2003 a 2010, e Steve Higgins, argumentista e produtor do SNL desde 1995. O actor Alec Baldwin apresentou o SNL por dezassete vezes, o maior número de episódios por qualquer personalidade.

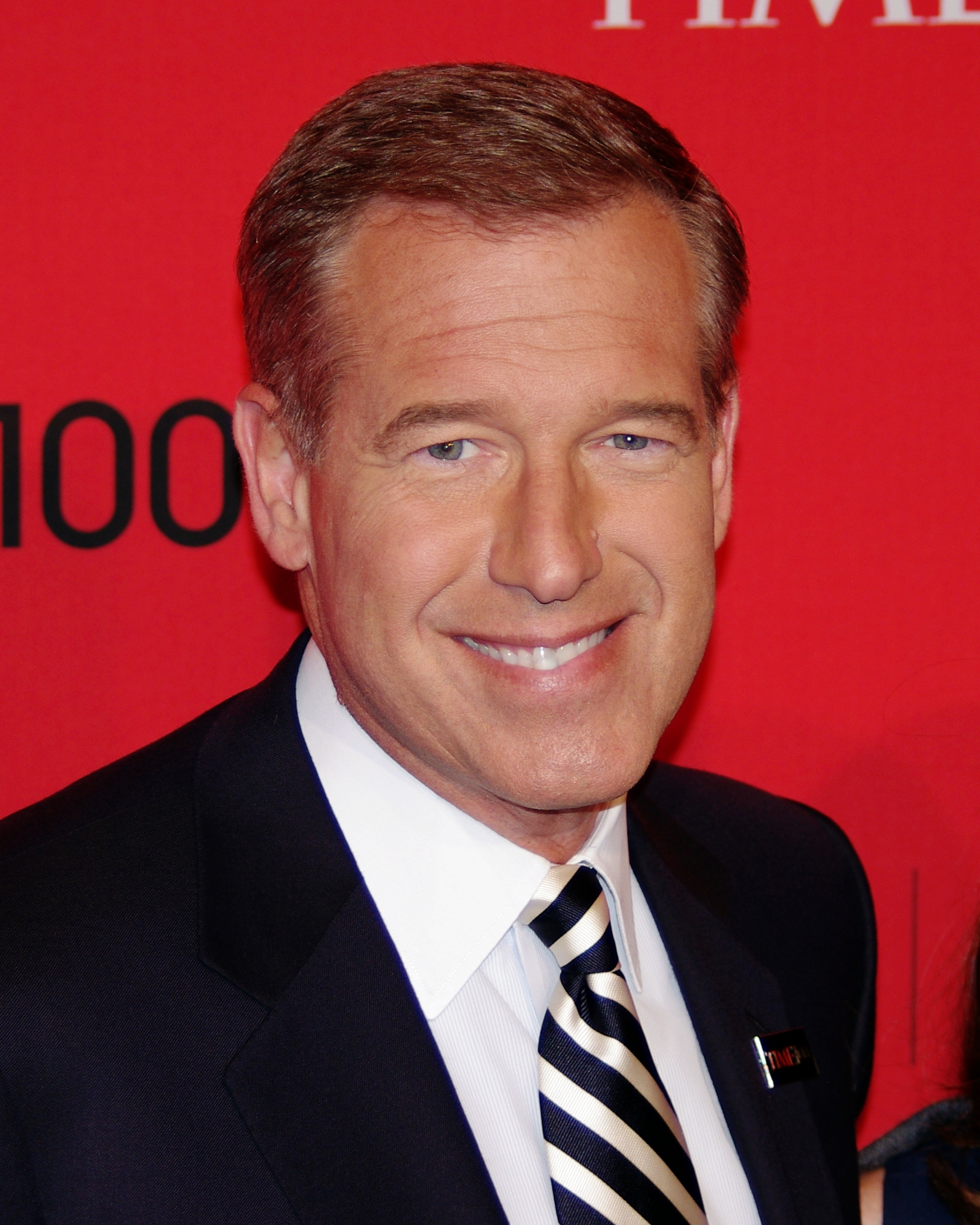
Brian Williams fez a sua primeira participação em 30 Rock em "The Ones."

No início do episódio, Jack e Liz vão a uma joalheria para procurar um anel de noivado. Aquela cena foi filmada a 22 de Fevereiro de 2009 em uma das lojas do conglomerado francês de artigos de luxo Cartier, especificamente a da Quinta Avenida da Cidade de Nova Iorque. Uma cena filmada para este episódio foi cortada da transmissão para a televisão e, ao invés disso, inclusa como parte do bónus do DVD da terceira temporada da série. Na cena, a personagem Sue LaRoche-Van der Hout (Sue Galloway) é apresentada como a Ceifadora, e Jenna é levada a acreditar que Kenneth Parcell (Jack McBrayer), estagiário da NBC, entrou em choque anafilático por ter ingerido morangos. De acordo com o explicado por Jane Krakowski no comentário em DVD para "The Ones," houve ainda cenas alternativas para o desfecho da trama da sua personagem, inclusive uma na qual Jenna deixa Kenneth saber sobre a adulteração que ela fez nos artigos de Kenneth: seu grão de bico, garrafa de água e harmónica. A música lenta e sinistra que acompanha Kenneth sendo doseado com morangos é uma versão regravada de "Muffin Top," tema de Jenna em 30 Rock.
Salma Hayek foi anunciada como uma entrela convidada na terceira temporada de 30 Rock em meados de Outubro de 2008. "Sou fã do talento de Tina [Fey], tanto como actriz quanto como guionista, desde que trabalhei com ela anos atrás no SNL. Estou muito animada por fazer parte de um seriado tão inteligente e engraçado, além de trabalhar com o brilhante Alec Baldwin e o resto do elenco de 30 Rock," expressou Hayek acerca da sua adição ao elenco. Nesta temporada, ela participou dos episódios "Flu Shot," "Generalissimo," "St. Valentine's Day," e "Larry King", concluindo a sua estadia em "The Ones." Porém, ela voltaria a 30 Rock para fazer uma breve aparição no episódio final da série, "Last Lunch," transmitido a 31 de Janeiro de 2013. Outras participações especiais em "The Ones" incluem Brian Williams, apresentador do programa de notícias NBC Nightly News que apareceu como uma versão fictícia de si mesmo pela primeira vez. Em uma cena na qual Tracy e Jack estão em um clube, Tracy revela a Jack que ele tem dado o seu número de telefone a diversas mulheres, porém aquele não é seu número real, o que resulta em Williams recebendo as chamadas. Williams, um amigo próximo de Fey, voltaria a participar de 30 Rock ocasionalmente até a sua sétima e última temporada.
O actor e comediante Judah Friedlander, intérprete da personagem Frank Rossitano em 30 Rock, é conhecido pelos seus bonés de camioneiro de marca registada que usa dentro e fora da personagem Frank. Os chapéus normalmente apresentam palavras ou frases curtas estampadas neles. Friedlander afirmou que ele próprio é quem faz os acessórios. Revelou também que "alguns deles são brincadeiras íntimas, e alguns são simplesmente piadas." A ideia veio do persona de Friedlander nas suas apresentações de comédia stand up, nas quais os objectos de adorno estão todos estampados com a escrita "campeão mundial" em línguas e aparências diferentes. Em "The Ones," Frank usa bonés que leem "Space Gravy" e "Flowers." Quando os seus companheiros Pranksmen colocam fedoras, ele usa um boné que lê "Fedora" por cima do com "Flowers."

## Enredo
Jack Donaghy (Alec Baldwin) planea casar-se com a sua nova namorada Elisa Padriera (Salma Hayek), pois acredita que ela é "a única," mas Elisa conta a Liz Lemon (Tina Fey) que ela tem um segredo. Depois de pedir a Liz para revelar a Jack o motivo da sua relutância sobre contrair matrimónio, Elisa beija Liz e vai-se embora, ao que a argumentista responde "eu vejo por que ele (Jack) gosta." Mais tarde, a enfermeira confessa a ambos Jack e Liz que assassinou o seu primeiro marido em um crime passional depois de ele ter-lhe traído, e não foi para a prisão porque não conseguiu um júri imparcial devido à sua consequente notoriedade como a Viúva Negra na Colómbia. Jack considera casar-se com ela de qualquer maneira, declarando que o amor exige que se ignorem as falhas do outro, mas preocupa-se com o que aconteceria se ele fosse infiel. Tracy Jordan (Tracy Morgan) explica a Jack que ele nunca traiu a sua esposa, levando Jack a acreditar também poder ser fiel. No entanto, quando Elisa suspeita demais do relacionamento de Jack com Liz, ele cancela o noivado.
Enquanto isso, nos estúdios do TGS, Frank Rossitano (Judah Friedlander) e James "Toofer" Spurlock (Keith Powell) decidem pregar uma partida no colega John D. Lutz (John Lutz), que acaba se magoando após um monitor de ecrã plano cair em cima de si. Jenna Maroney (Jane Krakowski) desenvolve um interesse romanticamente por Roger, um dos paramédicos (Josh Casaubon), mas sem saber como contactá-lo, tenta trazê-lo ao estúdio oferecendo morangos ao estagiário Kenneth Parcell (Jack McBrayer), desencadeando suas alergias. Kenneth voluntariamente consome alguns, depois de Jenna dizer a ele que o paramédico pode ser "o tal," apenas para Jenna decidir não ter um relacionamento com o paramédico porque ele detém a custódia de um filho pequeno.